# Aitengidae
Aitengidae zijn een familie van weekdieren uit de klasse van de Gastropoda (slakken).

## Geslacht
- Aiteng Swennen & Buatip, 2009